# Vilademires
Vilademires – miejscowość w Hiszpanii, w Katalonii, w prowincji Girona, w comarce Alt Empordà, w gminie Cabanelles.
Według danych INE z 2005 roku miejscowość zamieszkiwały 33 osoby.
W miejscowości znajduje się kościół romański św. Mateusza.